# Carlos Eduardo Marques
Carlos Eduardo Marques  (Ajuricaba (Rio Grande do Sul), 18 juli 1987) is een Braziliaans betaald voetballer die doorgaans als aanvallende middenvelder speelt. Hij verruilde Paraná in augustus 2018 voor Coritiba. Carlos Eduardo debuteerde in 2009 in het Braziliaans voetbalelftal.
Carlos Eduardo werd vanuit de voetbalschool Uefa Ajuricaba opgenomen in de jeugdopleiding van Grêmio. Daarvoor debuteerde hij in 2007 in de hoofdmacht. Hij speelde zich er in de kijker bij Hoffenheim, dat hem in augustus 2007 een vijfjarig contract gaf. Na meer dan twintig competitiewedstrijden gespeeld te hebben in zijn eerste seizoen, promoveerde Carlos Eduardo met zijn ploeggenoten naar de Bundesliga. Hij tekende in augustus 2010 een vierjarig contract bij Roebin Kazan, dat volgens diverse media omstreeks €20.000.000 voor hem betaalde aan Hoffenheim.

## Clubstatistieken
| Seizoen | Club                | Competitie    | Wedst | Goals |
| ------- | ------------------- | ------------- | ----- | ----- |
| 2007    | Grêmio              | Série A       | 10    | 3     |
| 2007/08 | TSG 1899 Hoffenheim | 2. Bundesliga | 22    | 5     |
| 2008/09 | TSG 1899 Hoffenheim | Bundesliga    | 25    | 8     |
| 2009/10 | TSG 1899 Hoffenheim | Bundesliga    | 33    | 5     |
| 2010/11 | Roebin Kazan        | Premjer-Liga  | 6     | 2     |
| 2011/12 | Roebin Kazan        | Premjer-Liga  | 0     | 0     |
| 2012/13 | Roebin Kazan        | Premjer-Liga  | 2     | 0     |
| 2013    | → CR Flamengo       | Série A       | 24    | 0     |
| 2014/15 | Roebin Kazan        | Premjer-Liga  | 22    | 3     |
| 2015/16 | Roebin Kazan        | Premjer-Liga  | 16    | 1     |
| 2016    | Atlético Mineiro    | Série A       | 10    | 0     |
| 2017    | EC Vitória          | Série A       | 13    | 1     |
| 2017    | Paraná              | Série A       | 9     | 0     |
| 2018    | Coritiba            | Série B       | 5     | 0     |
|         |                     | Totaal        | 197   | 28    |

## Interlandcarrière
Carlos Eduardo debuteerde op 14 november 2009 in het Braziliaans voetbalelftal, toen hij in een met 1–0 gewonnen interland tegen Engeland inviel voor Nilmar. Eerder nam hij met een nationale jeugdselectie deel aan het WK 2007 onder 20.